# Papua Nya Guinea i olympiska sommarspelen 2020
Papua Nya Guinea deltog med en trupp på åtta idrottare vid de olympiska sommarspelen 2020 i Tokyo som hölls mellan den 23 juli och 8 augusti 2021 efter att ha blivit framflyttad ett år på grund av coronaviruspandemin. Det var 10:e raka sommar-OS som Papua Nya Guinea deltog vid. Ingen av landets deltagare erövrade någon medalj.

## Boxning
| Boxare   | Gren               | Sextondelsfinal      | Åttondelsfinal       | Kvartsfinal          | Semifinal            | Final                | Final            |
| Boxare   | Gren               | Motståndare Resultat | Motståndare Resultat | Motståndare Resultat | Motståndare Resultat | Motståndare Resultat | Placering        |
| -------- | ------------------ | -------------------- | -------------------- | -------------------- | -------------------- | -------------------- | ---------------- |
| John Ume | Herrarnas lättvikt | Garside (AUS) L 0–5  | Gick inte vidare     | Gick inte vidare     | Gick inte vidare     | Gick inte vidare     | Gick inte vidare |

## Friidrott
Förkortningar
- Notera– Placeringar avser endast det specifika heatet.
- Q = Tog sig vidare till nästa omgång
- q = Tog sig vidare till nästa omgång som den snabbaste förloraren eller, i teknikgrenarna, genom placering utan att nå kvalgränsen
- i.u. = Omgången fanns inte i grenen
- Bye = Idrottaren behövde inte tävla i omgången

Teknikgrenar
| Idrottare      | Gren               | Kval     | Kval      | Final            | Final            |
| Idrottare      | Gren               | Resultat | Placering | Resultat         | Placering        |
| -------------- | ------------------ | -------- | --------- | ---------------- | ---------------- |
| Rellie Kaputin | Damernas längdhopp | 6,40     | 19        | Gick inte vidare | Gick inte vidare |

## Segling
| Seglare       | Gren                  | Race | Race | Race | Race | Race | Race | Race | Race | Race | Race | Race | Poäng | Placering |
| Seglare       | Gren                  | 1    | 2    | 3    | 4    | 5    | 6    | 7    | 8    | 9    | 10   | M*   | Poäng | Placering |
| ------------- | --------------------- | ---- | ---- | ---- | ---- | ---- | ---- | ---- | ---- | ---- | ---- | ---- | ----- | --------- |
| Teariki Numa  | Herrarnas laser       | 35   | 35   | 35   | 35   | 35   | 34   | 32   | 34   | 34   | 32   | EL   | 306   | 35        |
| Rose-Lee Numa | Damernas laser radial | 44   | 42   | 40   | 44   | 40   | 39   | 38   | 43   | 44   | 43   | EL   | 373   | 44        |

M = Medaljrace; EL = Utslagen – gick inte vidare till medaljracet

## Simning
| Idrottare      | Gren                     | Heat    | Heat      | Semifinal        | Semifinal        | Final            | Final            |
| Idrottare      | Gren                     | Tid     | Placering | Tid              | Placering        | Tid              | Placering        |
| -------------- | ------------------------ | ------- | --------- | ---------------- | ---------------- | ---------------- | ---------------- |
| Ryan Maskelyne | Herrarnas 200 m bröstsim | 2.15,33 | 32        | Gick inte vidare | Gick inte vidare | Gick inte vidare | Gick inte vidare |
| Judith Meauri  | Damernas 50 m frisim     | 27,56   | 53        | Gick inte vidare | Gick inte vidare | Gick inte vidare | Gick inte vidare |

## Tyngdlyftning
| Idrottare  | Gren             | Ryck     | Ryck      | Stöt     | Stöt      | Totalt | Placering |
| Idrottare  | Gren             | Resultat | Placering | Resultat | Placering | Totalt | Placering |
| ---------- | ---------------- | -------- | --------- | -------- | --------- | ------ | --------- |
| Morea Baru | Herrarnas −61 kg | 118      | 12        | 147      | 10        | 265    | 10        |
| Dika Toua  | Damernas −49 kg  | 72       | 13        | 95       | 8         | 167    | 10        |